# (3074) Popov
(3074) Popov (1979 YE9) – planetoida z pasa głównego asteroid okrążająca Słońce w ciągu 3,58 lat w średniej odległości 2,34 j.a. Odkryta 24 grudnia 1979 roku.